# شبيهات كثيرات الزعانف
شبيهات كثيرات الزعانف (الاسم العلمي: Polypteriformes) هي رتبة من الأسماك تتبع طائفة شعاعيات الزعانف.

## التصنيف
- كثيرات الزعانف
  - كثيرة الزعانف